# Geoffrey D. Miller
Pour les articles homonymes, voir Geoffrey Miller et Miller.
Geoffrey D. Miller (né en 1949) est un major général et criminel de guerre de l'United States Army. Il a notamment dirigé le centre de détention de Guantanamo Bay à Cuba et la prison d'Abou Ghraib en Irak, où il a été responsable de l'instauration de pratiques de torture à l'encontre de détenus irakiens. Malgré sa responsabilité principale dans la mise en place de ces pratiques violant les droits de l'homme, il n'a jamais purgé de peine suite à cela.